# Lycaena salustius
Lycaena salustius är en fjärilsart som beskrevs av Fabricius 1793. Lycaena salustius ingår i släktet Lycaena och familjen juvelvingar. Inga underarter finns listade i Catalogue of Life.

## Bildgalleri

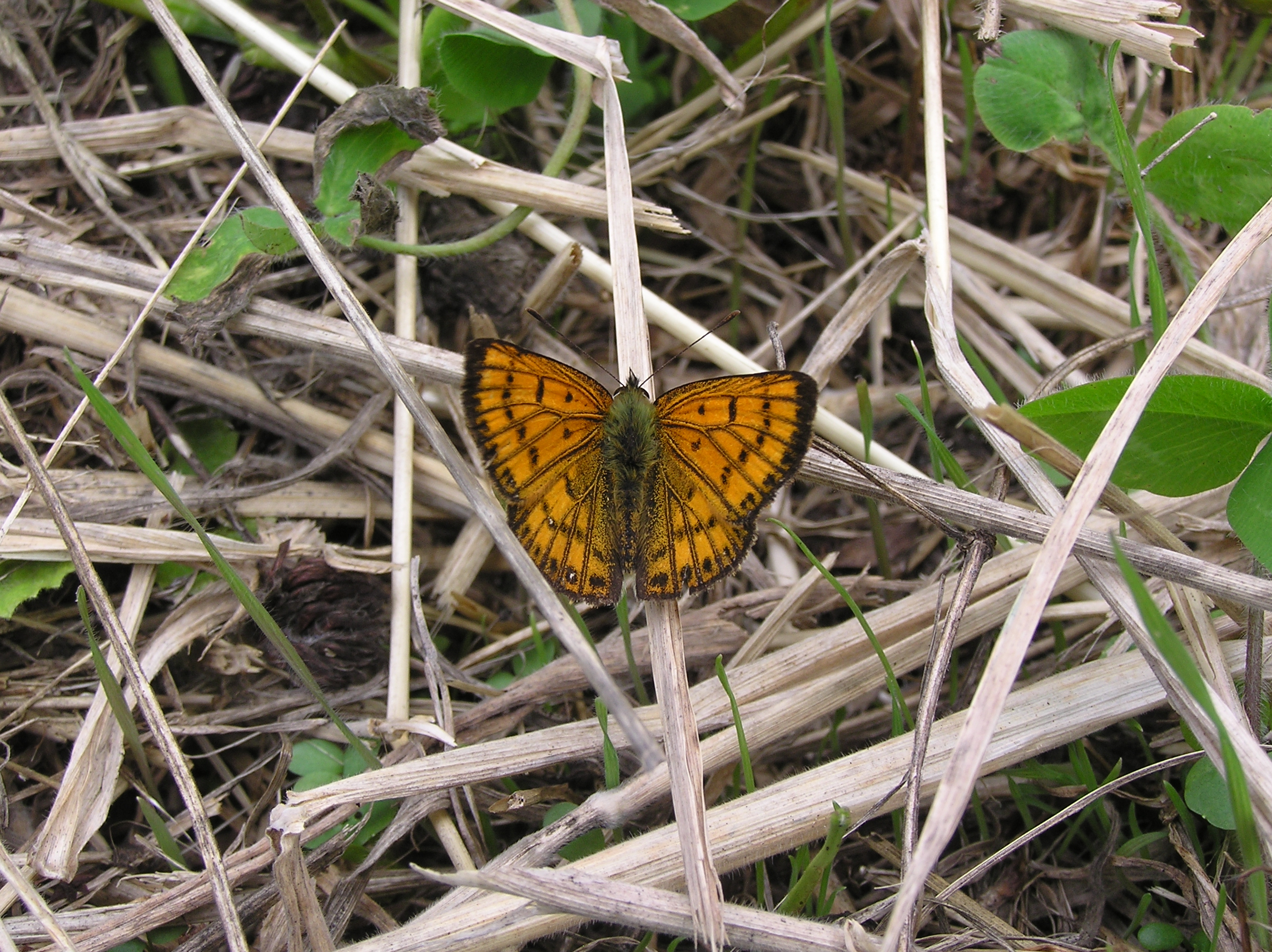